# Antonia Hybryda
Antonia Hybryda, (Antonia Hybrida), (zm. po 42 p.n.e.) córka Gajusza Antoniusza Hybrydy a wnuczka Marka Antoniusza Oratora. Została drugą żoną swojego kuzyna, a przyszłego triumwira Marka Antoniusza. Urodziła mu córkę Antonię:
- Antonię - żonę Pythodorosa,

Antoniusz rozwiódł się z nią w 47 p.n.e. z powodu jej związku z Dolabellą.